# Мальта на «Детском Евровидении — 2004»
Мальта участвовала в «Детском Евровидении — 2004», проходившем в Лиллехаммере, Норвегия, 20 ноября 2004 года. На конкурсе страну представила группа Young Talent Team с песней «Power of a Song», выступившая второй. Они заняли двенадцатое место, набрав 14 баллов.

## Национальный отбор
118 песен были отправлены в TVM. 50 песен были допущены до прослушиваний, из них были выбраны 16 для национального отбора, прошедшего 24 сентября 2004 года. Победитель был определен комбинацией голосов от жюри (60%) и телеголосования (40%).
| Junior Song For Europe 2004 — 24 сентября 2004 | Junior Song For Europe 2004 — 24 сентября 2004 | Junior Song For Europe 2004 — 24 сентября 2004 | Junior Song For Europe 2004 — 24 сентября 2004 | Junior Song For Europe 2004 — 24 сентября 2004 | Junior Song For Europe 2004 — 24 сентября 2004 | Junior Song For Europe 2004 — 24 сентября 2004 |
| №                                              | Артист                                         | Песня                                          | Жюри                                           | Телезрители                                    | Баллы                                          | Место                                          |
| ---------------------------------------------- | ---------------------------------------------- | ---------------------------------------------- | ---------------------------------------------- | ---------------------------------------------- | ---------------------------------------------- | ---------------------------------------------- |
| 01                                             | Кайли Колейро                                  | «Because We R Friends»                         | 37                                             | 4                                              | 41                                             | 15                                             |
| 02                                             | Джессика Мускат                                | «Precious Time»                                | 27                                             | 12                                             | 39                                             | 16                                             |
| 03                                             | Язмин и Софи                                   | «The Magic Window»                             | 68                                             | 48                                             | 116                                            | 6                                              |
| 04                                             | Теа Салиба                                     | «Say No»                                       | 65                                             | 28                                             | 93                                             | 7                                              |
| 05                                             | Клинсманн Колейро                              | «Warzone Children»                             | 89                                             | 32                                             | 121                                            | 4                                              |
| 06                                             | Линн Эллул                                     | «Colours of Love»                              | 60                                             | 16                                             | 76                                             | 10                                             |
| 07                                             | Young Talent Team                              | «Power of a Song»                              | 73                                             | 80                                             | 153                                            | 1                                              |
| 08                                             | Доминика Аццопарди                             | «Talk To Me»                                   | 43                                             | 44                                             | 87                                             | 8                                              |
| 09                                             | Яница Фава                                     | «Dream»                                        | 72                                             | 8                                              | 80                                             | 9                                              |
| 10                                             | Брук Борг                                      | «Come Over»                                    | 23                                             | 40                                             | 63                                             | 13                                             |
| 11                                             | Кристабель Борг                                | «One Way Journey»                              | 57                                             | 64                                             | 121                                            | 3                                              |
| 12                                             | Марония Гафа                                   | «Shalom»                                       | 34                                             | 20                                             | 54                                             | 14                                             |
| 13                                             | Дарио Беззина                                  | «Eviva I-Muzika»                               | 96                                             | 56                                             | 152                                            | 2                                              |
| 14                                             | Иления Каруана                                 | «Colour Dreaming»                              | 48                                             | 72                                             | 120                                            | 5                                              |
| 15                                             | Раиса Пископо                                  | «Don't You Think It's Time»                    | 32                                             | 36                                             | 68                                             | 12                                             |
| 16                                             | Кристина и Райан                               | «Young and Free»                               | 51                                             | 24                                             | 75                                             | 11                                             |

## На «Детском Евровидении»
Финал конкурса транслировал телеканал TVM, а результаты голосования от Мальты объявляла Теа Салиба. Young Talent Team выступили под вторым номером после Греции и перед Нидерландами, и заняли двенадцатое место, набрав 14 баллов.

## Голосование[6]
| Баллы     | Страна               |
| --------- | -------------------- |
| 12 баллов |                      |
| 10 баллов |                      |
| 8 баллов  |                      |
| 7 баллов  |                      |
| 6 баллов  |                      |
| 5 баллов  |                      |
| 4 балла   | Великобритания Дания |
| 3 балла   | Северная Македония   |
| 2 балла   | Нидерланды           |
| 1 балл    | Румыния              |

| Баллы     | Страна             |
| --------- | ------------------ |
| 12 баллов | Греция             |
| 10 баллов | Великобритания     |
| 8 баллов  | Кипр               |
| 7 баллов  | Испания            |
| 6 баллов  | Северная Македония |
| 5 баллов  | Дания              |
| 4 балла   | Швейцария          |
| 3 балла   | Нидерланды         |
| 2 балла   | Румыния            |
| 1 балл    | Франция            |